# Kayla Caffey
Kayla Caffey (Oak Lawn, 25 novembre 1997) è una pallavolista statunitense, centrale delle Omaha Supernovas.

## Carriera

### Club
La carriera pallavolistica di Kayla Caffey inizia nei tornei scolastici dell'Illinois con la Mother McAuley LAHS. Dopo il diploma è di scena nella lega universitaria NCAA Division I: dopo un quadriennio con la Missouri, nel quale salta due annate, approda per un biennio alla Nebraska, con la quale raggiunge una finale per il titolo, che vince invece nel 2022, dopo essersi trasferita alla Texas.
Fa il suo esordio nella pallavolo professionistica a Porto Rico, dove disputa la Liga de Voleibol Superior Femenino 2023 con le Criollas de Caguas. Torna quindi in patria, dove partecipa prima all'Athletes Unlimited 2023 e poi alla Pro Volleyball Federation 2024, indossando la maglia delle Grand Rapids Rise. È poi nuovamente di scena nell'Athletes Unlimited anche nell'edizione 2024, prima di partecipare alla Pro Volleyball Federation 2025, indossando questa volta la casacca delle Omaha Supernovas.

## Palmarès

### Club
- NCAA Division I: 1

2022

### Premi individuali
- 2021 - All-America Second Team